# Velesmes-Essarts
Velesmes-Essarts is een gemeente in het Franse departement Doubs (regio Bourgogne-Franche-Comté) en telt 302 inwoners (1999). De plaats maakt deel uit van het arrondissement Besançon.

## Geografie
De oppervlakte van Velesmes-Essarts bedraagt 2,9 km², de bevolkingsdichtheid is 104,1 inwoners per km².

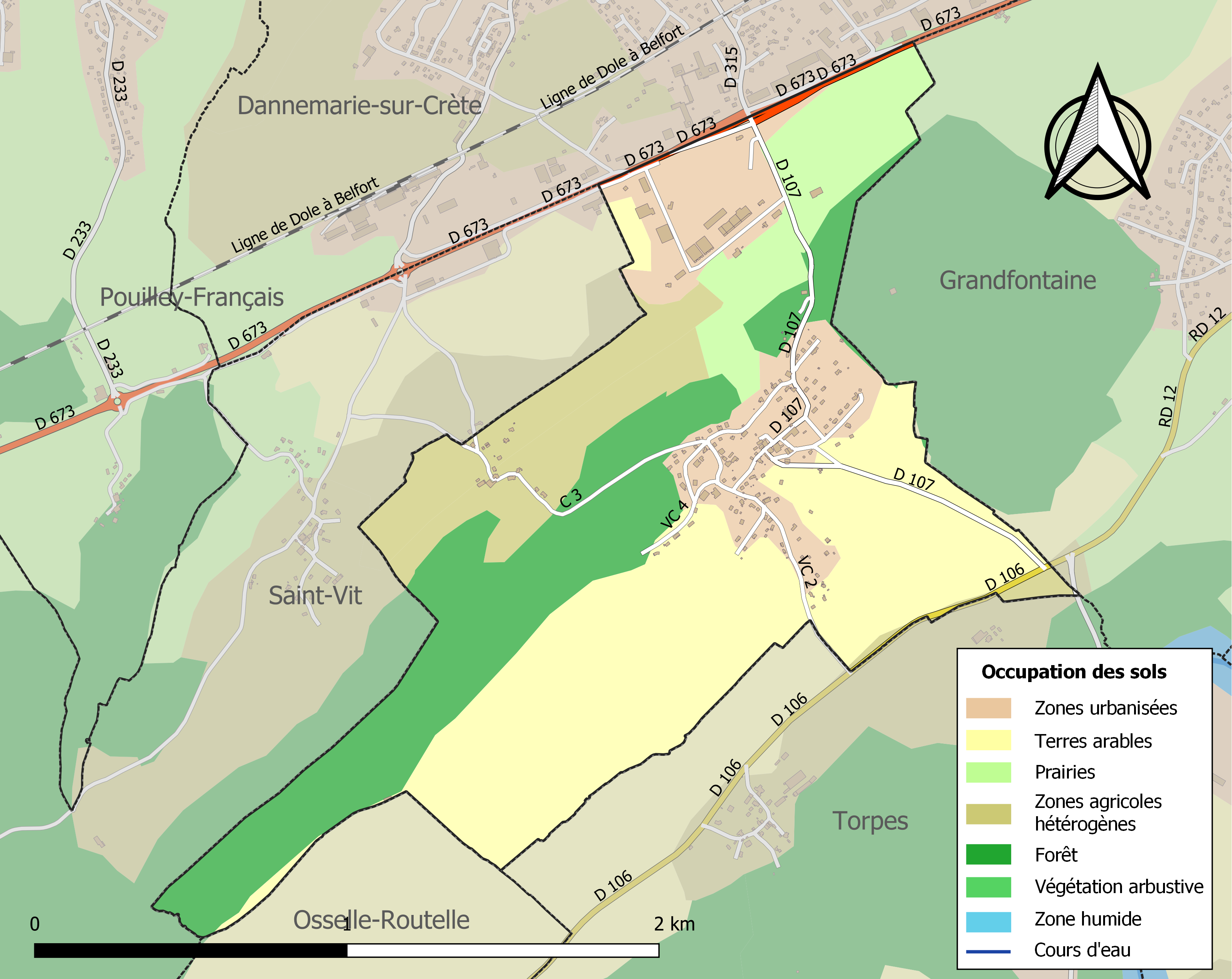
Kaart van de gemeente met de belangrijkste infrastructuur, bodemgebruik en omliggende gemeenten

## Verkeer
Het spoorwegstation Dannemarie-Velesmes  ligt op het grondgebied van de aanpalende gemeente Dannemarie-sur-Crète.

## Demografie
Onderstaande figuur toont het verloop van het inwonertal (bron: INSEE-tellingen).